# Podarcis peloponnesiacus
La lucertola del Peloponneso (Podarcis peloponnesiacus (Bibron & Bory, 1833)), dal greco antico  ποδάρκης  (podarcis = piè veloce), è un rettile della famiglia Lacertidae, endemico della Grecia.

## Descrizione
È un piccolo sauro dalle dimensioni fra i 5–7 cm di lunghezza.

Il colore varia dal marrone al verde scuro; ha delle striature sulla schiena di colore nero.

## Distribuzione e habitat
È diffuso nel Peloponneso e nell'isola di Psili.

## Biologia
Si ciba di mosche, zanzare e altri insetti.